# 阿穆瓦尔
阿穆瓦尔（法語：Hamoir，法語發音：[amwaʁ]）是比利时瓦隆大区列日省于伊區的一个市镇，西南与盧森堡省接壤，通行法语，是比利时法语社群的一部分，人口3,872人（2018年1月1日）。